# رادوسلاف كامينسكي
رادوسلاف كامينسكي (بالبولندية: Radosław Kamiński)‏ (28 سبتمبر 1989 في محافظة مازوفيا في بولندا – )؛ هو لاعب كرة قدم كان يلعب كمدافع.

## وصلات خارجية
- رادوسلاف كامينسكي على موقع رابطة كرة القدم اليابانية للمحترفين (اليابانية)
- رادوسلاف كامينسكي على موقع قاعدة بيانات كرة القدم.إي يو (الإنجليزية)
- رادوسلاف كامينسكي على موقع Soccerway.com (الإنجليزية)